# Вустин, Александр Кузьмич
Алекса́ндр Кузьми́ч Ву́стин (24 апреля 1943, Москва — 19 апреля 2020, Москва) — советский и российский композитор.

## Биография
Александр Вустин начал сочинять музыку в 1952 году, но считал, что только в 1972 году он обрёл свой индивидуальный композиторский почерк. В 1957—1961 годах занимался композицией у Григория Самуиловича Фрида, которому в дальнейшем посвятил «Слово для духовых и ударных» (1975). В 1969 году закончил Московскую государственную консерваторию по классу Владимира Фере, работал редактором на радио, а затем в издательстве «Советский композитор». Вустин — активный участник новой Ассоциации современной музыки (АСМ-2), созданной и возглавленной Эдисоном Денисовым в 1989 году. Его работы в кино включают музыку к фильму Рустама Хамдамова «Анна Карамазофф», 1991.
С 2016 года — «композитор в резиденции» Госоркестра России (проект Владимира Юровского). С этим сотрудничеством связан взлёт популярности Вустина в самые последние годы его жизни, увенчавшийся мировой премьерой его оперы «Влюблённый дьявол» под управлением Юровского 15 февраля 2019 в Московском музыкальном театре имени Станиславского и Немировича-Данченко.
Супруга — Марина Ельянова, музыкальный редактор. Сын — певец Юрий Вустин (род. 1968), солист ансамбля старинной музыки «Volkonsky Consort».
Умер в Москве 19 апреля 2020 года от коронавирусной инфекции. Урна с прахом композитора была захоронена 15 августа 2020 года на Введенском кладбище Москвы (23-й участок).

## Творческая характеристика
Музыкальный язык Вустина отличается крайней сдержанностью, углубленностью, смысловой концентрацией, интенсивным переживанием времени как своего рода пространства актуального музыкального действия, общего для автора, исполнителя и слушателя, и в этом смысле его можно назвать наследником традиций Антона Веберна.

## Исполнители
Среди исполнителей его сочинений — ГАСО (Госоркестр им. Е. Ф. Светланова), Симфонический оркестр Би-Би-Си, дирижёры Владимир Юровский, Лев Маркиз, Александр Лазарев, Игорь Дронов, Рейнберт де Леу, скрипач Гидон Кремер, ударник Марк Пекарский, саксофонист Клод Делангль (фр.), певцы Светлана Савенко, Алиса Гицба, Елена Васильева и др.

## Избранные сочинения

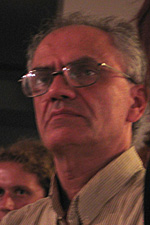
Александр Вустин (2008)

- «Три стихотворения Моисея Тейфа» (1966) для голоса (баса) и фортепиано (в русском переводе Юнны Мориц)
- Струнный квартет (1966)
- Симфония (1969) для оркестра
- «Три торопецкие песни» (1972) для фортепиано
- «Ноктюрны» (1972—1982) для камерного ансамбля и высокого голоса
- «Слово» (1975) для духовых и ударных, посв. Григорию Фриду
- «Соната для шести» (1973)
- «Lamento» (1974) для фортепиано
- «Каприччио» (напевы из сборника М. Береговского. 1977—1982) для голоса (меццо-сопрано), мужских голосов и ансамбля
- «Памяти Бориса Клюзнера» (1977) для голоса, скрипки, альта, виолончели и контрабаса, на текст Юрия Олеши
- «Memoria-2» (концерт, 1978) для ударных, клавишных и струнных
- «Сказка» (1979) для гобоя соло
- «Возвращение домой» (1981) для голоса и 13 инструментов, стихи Дмитрия Щедровицкого
- «Досуги Козьмы Пруткова» (1982) для баритона и ударных
- «Посвящение Бетховену» («Hommage à Beethoven», 1984) концерт для ударных и камерного оркестра)
- «Праздник» (1987) для детского хора и оркестра на тексты русских певческих книг XVII века
- «Влюбленный дьявол» (1975—1989) опера по одноимённой повести Ж. Казота, либретто Вл. Хачатурова
- «Блаженны нищие духом» (1988) для контратенора и камерного ансамбля
- «Действо от Луиджи» (1990) для ансамбля ударных
- «Белая музыка» (1990) для органа
- «Письмо Зайцева» (1990) для голоса, струнных, большого барабана и магнитной ленты. Текст Сергея Зайцева
- «Музыка к фильму» (1991) для ударных и оркестра
- «Музыка для десяти» (1991) на текст Жана-Франсуа Лагарпа
- «Героическая колыбельная» (1991) для ансамбля
- «Посвящение сыну» (1992) для флейты и ансамбля
- «Три стихотворения Андрея Платонова» из романа «Чевенгур» (1992) для голоса и ансамбля
- «Agnus Dei» (1993) для смешанного хора, ударных и органа
- «Маленький реквием» (Kleines Requiem, 1994) для сопрано и струнного квартета
- «Музыка для Ангела» (1995) для саксофона, вибрафона и виолончели
- «Песня из романа Андрея Платонова» (1995) для хора и оркестра
- «Исчезновение» (1995) для баяна, виолончели и струнного оркестра
- «Фантазия» Посвящение Гидону Кремеру (1996) для скрипки и оркестра
- Танго «Hommage à Guidon» (1997) для скрипки, струнного оркестра и ударных
- Трио (1998) для фортепиано, скрипки и виолончели
- «День рождения Марка Пекарского» (1998) для ансамбля ударных
- «Свете тихий» (1999) для голоса
- «Похвала земле» (1999) для детских голосов и камерного оркестра на стихи Ольги Седаковой
- «Veni, Sancte Spiritus» (1999) для хора, ударных и ансамбля
- «Canto» (1999) для поющего струнного трио, слова А. С. Пушкина
- «Alone» (2000) для вибрафона соло
- «Sine Nomine» (2000) для оркестра
- «Ночная мгла» (2000) для детского и смешанного хора и камерного оркестра на стихи Бориса Пастернака (часть коллективного сочинения)
- «К Софии» (2001) для голоса (меццо-сопрано) и ансамбля на стихотворение Ольги Седаковой «Отшельник говорит», посв. Софии Губайдулиной
- «Эпиграф» для органа (памяти Эдисона Денисова)
- «Голос» (2001) для альта (меццо-сопрано) соло, стихи Ольги Седаковой
- «Седьмое слово» (2002) для ансамбля (часть коллективного сочинения)
- «Spem in alium» (2003) для фортепиано, голосов (альты, басы) и ансамбля на текст из мотета Томаса Таллиса
- «Постлюдия» (2003) для ансамбля
- «Разоблачение Евы» («Взгляд № 5», 2004) для оркестра (часть коллективного сочинения)
- «Приношение» (2004) для ансамбля, посв. Гидону Кремеру в память о Д. Шостаковиче
- Credo (2004) для ансамбля, посв. М. Дубову и А. Виноградову в память об Э. Денисове
- «Вечерние птицы» (2006) для струнного трио
- «Театр» (2006) для голоса (меццо-сопрано) и ансамбля на стихи Дмитрия Щедровицкого
- «Далёкий свет» (2007) для бас-кларнета соло
- «Музыкальная жертва» (2007) для виолончели и фортепиано
- «Поиски звука» (2008) для солирующих колоколов и оркестра
- «Canticum canticorum» («Песнь Песней», 2010) для голосов и ансамбля
- «Литания» (2011) для ударных, голосов и органа
- «Из жизни эльфов» (2011) для фортепиано, скрипки и виолончели
- «Ветер» (2012) для хора и инструментального ансамбля на стихи Александра Блока из поэмы «Двенадцать»
- «Вечернее море» (2012) для поющего струнного трио, стихи Ольги Седаковой
- «Посвящение» (2013) для виолончели, ударных и фортепиано
- «Памяти Григория Фрида» (2014) для альта и фортепиано
- «Песня Лукерьи» (2015) для магнитной плёнки, народного голоса и оркестра
- «Песнь восхождения» (2016) для оркестра и голосов
- «Три стихотворения Ольги Седаковой» (2017) для голоса (баса) и оркестра